# Бут, Генри, 1-й граф Уоррингтон
Генри Бут, 1-й граф Уоррингтон (англ. Henry Booth, 1st Earl of Warrington; 13 января 1652 — 2 января 1694) — английский дворянин, член Палаты общин, тайный совентик, протестантский герой Славной революции 1688 года, мэр Честера и писатель.

## Биография
Родился 13 января 1652 года. Второй сын Джорджа Бута, 1-го барона Деламера (1622—1684) и леди Элизабет Грей (? — 1643). Его бабушкой и дедушкой по материнской линии были Генри Грей, 1-й граф Стэмфорд (1599—1673), и Энн Сесил, дочь Уильяма Сесила, 2-го графа Эксетера.
Генри Бут был членом парламента от Чешира в 1678, 1679 и 1679—1681 годах, он был известен своей оппозицией католикам. В июле 1670 года он женился на Мэри Лэнгэм, дочери сэра Джеймса Лэнгэма, 2-го баронета.
В мае 1684 года после смерти своего отца Генри Бут унаследовал титулы 2-го барона Деламера (графство Чешир) и 3-го баронета Бута из Данэм-Мэсси (графство Чешир).
На судебном процессе по делу об измене в Палате лордов в январе 1685/6 года барон Деламер был обвинен в участии в восстании герцога Монмута, а председательствующим по делу был судья Джордж Джеффрис, как лорд-верховный стюард, заседавший вместе с тридцатью другими пэрами. Защита добилась оправдания.
Во время Славной революции 1688 года Генри Бут высказался в пользу Вильгельма Оранского и собрал армию в Чешире в его поддержку. После того, как Вильгельм Оранский был избран королем как король Вильгельм III, в 1689 году он назначил Генри Бута канцлером казначейства. Он написал ряд политических трактатов, которые были опубликованы после его смерти под названием «Сочинения достопочтенного Генри, покойного Л. Деламера и графа Уоррингтона» . Он также является автором трактата в защиту своего друга лорда Рассела. Он был назначен графом Уоррингтоном 17 апреля 1690 года. Он стал мэром Честера в октябре 1691 года и умер 2 января 1694 года.

## Жена и дети

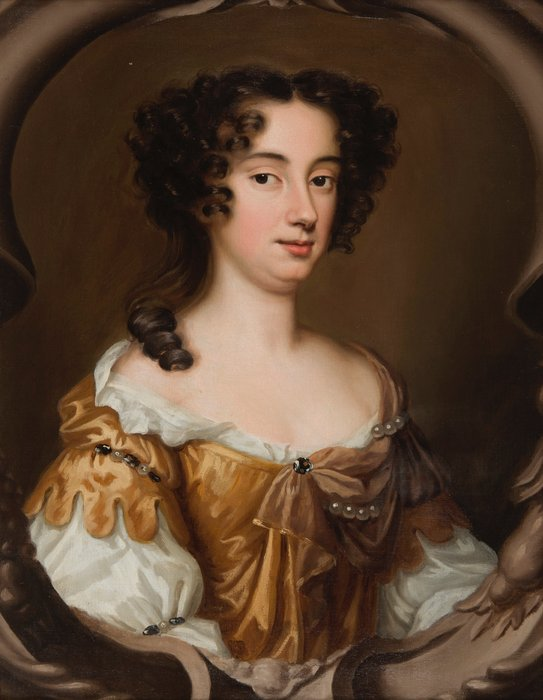
Мэри Лэнгэм, леди Деламер, портрет Мэри Бил

7 июля 1670 года Генри Бут женился на Мэри Лэнгэм (10 марта 1652 — 23 марта 1690/1691), дочери сэра Джеймса Лэнгэма, 2-го баронета (1620—1699), и Мэри Олстон. У супругов было пятеро детей, переживших младенчество:
- Элизабет Бут (ум. 1697), жена сэра Томаса Делвеса, 4-го баронета (1652—1725)
- Достопочтенная Мэри Бут (1674 — 30 января 1741), вышедшая замуж за Рассела Робартеса (1671—1719) и мать Генри Робартеса, 3-го графа Рэднора (1695—1741)[4]
- Джордж Бут, 2-й граф Уоррингтон (2 мая 1675 — 2 августа 1758), преемник отца.
- Достопочтенный Лэнгэм Бут (8 июня 1684 — 12 мая 1724), член парламента от вигов.
- Достопочтенный Генри Бут (17 июля 1687 — 2 февраля 1726).